# Чертієнь
Чертієнь, Чертієні (рум. Certieni) — село у повіті Нямц в Румунії. Входить до складу комуни Биргеуань.
Село розташоване на відстані 285 км на північ від Бухареста, 22 км на схід від П'ятра-Нямца, 72 км на захід від Ясс.

## Населення
За даними перепису населення 2002 року у селі проживали 169 осіб, усі — румуни. Усі жителі села рідною мовою назвали румунську.